# Řevničov
Řevničov (en allemand : Rentsch) est une commune du district de Rakovník, dans la région de Bohême-Centrale, en République tchèque. Sa population s'élevait à 1 343 habitants en 2020.

## Géographie
Řevničov se trouve à 9,5 km au nord-est de Rakovník et à 44 km à l'ouest-nord-ouest de Prague.
La commune est limitée par Kroučová et Kalivody au nord, par Třtice, Mšecké Žehrovice et Nové Strašecí à l'est, par Bdín au nord-est, par Ruda au sud, et par Lužná, Krušovice, Hředle et Třeboc à l'ouest.

## Histoire
La première mention écrite de la localité date de 1325.

## Transports
Par la route, Řevničov se trouve à 15 km de Rakovník et à 49 km du centre de Prague.